# Muž z Pentagonu
Muž z Pentagonu (v anglickém originále Deep Throat) je druhá epizoda první série amerického sci-fi seriálu Akta X. Premiéru měla na televizní stanici Fox 17. září 1993. Epizodu napsal tvůrce série Chris Carter a režíroval Daniel Sackheim a je zařazena do Mytologie epizod seriálu Akta X.
Hlavními postavami seriálu jsou zvláštní agenti FBI Fox Mulder (David Duchovny) a Dana Scullyová (Gillian Andersonová), kteří pracují na případech spojených s paranormálními jevy, tzv. Akty X. Mulder je zastáncem paranormálních jevů, zatímco skeptická Scully se snaží najít racionální vysvětlení případu. V této epizodě pár vyštřuje možné spiknutí v Amerických vzdušných silách. Mulder se setká s tajemným informátorem, který ho varuje, aby se nemíchal do případu. Mulder, který se jím nenechal odradit a postupuje kupředu v pravdě o mimozemském životě než kdy předtím.

## Dějová linie
V jihozápadním Idaho, v blízkosti Ellensovy letecké základny udělá vojenská policie razii do domu plukovníka Roberta Budahase, který ukradl vojenské vozidlo a zabarikádoval se uvnitř domu. Zjistí, že se Budahas třese ve své koupelně a na těle má vyrážku.
O čtyři měsíce později se agenti FBI Fox Mulder (David Duchovny) a Dana Scullyová (Gillian Andersonová) setkají v baru ve Washingtonu za účelem projednání Budahasova případu. Mulder vysvětluje, že Budahas je zkušební pilot a nikdo ho neviděl od doby, kdy armáda vykonala razii a armáda nebude komentovat jeho zdravotní stav. FBI případ odmítla vyšetřovat. Mulder dále tvrdí, že od 1963 se z této letecké základny pohřešuje dalších 6 osob, kteří podléhají pověstem o experimentálních letadlech. Při použití toalety v baru je Mulder osloven tajemným informátorem jménem „Deep Throat“ (Jerry Hardin), který ho varuje, aby se vzdal případu. Tvrdí, že je Mulder pod dohledem, což se ukáže později pravdou.
Mulder a Scullyová cestují do Idaha, aby se setkali se ženou Budahase — Anitou, která tvrdí, že se její manžel již před zmizením choval divně a nepředvídatelně (například si jídlo nasypal krmením pro rybičky). Anita je odkáže na manžela Verla McLennen, rovněž zkušebního pilota, který se chová také neobvykle. Scullyová si dá schůzku ředitelem základny — plukovníkem Kissellem, když jej ale navštíví u svého domu, odmítá mluvit. Následně potkají místního reportéra Paula Mossingera, který je odkáže na restauraci s UFO tematikou, tam diskutují o UFO s majitelem, který se domnívá, že byl svědkem několika okolí.
V noci agenti základnu navštíví a jsou svědky tajemného letadla, které provádí zdánlivě nemožné manévry na noční obloze. Když se objeví černý vrtulník, uvidí utíkajícího Emila a Zoe a vydají se za nimi, poté se všichni skryjí za stín stromu. Mulder pozve Emila a Zoe na jídlo v restauraci ve které agentům říkají o světlech a jak věří, že UFO spouští z nedaleké základny. Mezitím, se Budahas vrátí do svého domova, ale neví, co se stalo. Po odchodu jsou Mulder a Scullyová na silnici zastaveni a konfrontováni s agenty s černými obleky, kteří ničí fotografie, které u sebe mají a nařídí jim opustit město.
Rozhořčený Mulder se s pomocí Emila a Zoe vplíží na základnu. Vidí trojúhelníkové plavidlo, které mu létá nad hlavou. Poté je zajat vojáky, kteří mu zmanipulují paměť. Mezitím Scullyová potká Mossingera, zamkne se do jeho auta a prohledáním zjistí, že je vlastně bezpečnostní agent pro základnu. Pod pohrůžkou ho nutí, aby ji přivezl k základně a vymění jej za Muldera. Poté se Mulder a Scullyová vrací do Washingtonu. O několik dní později Mulder narazí na „Deep Throat“ při běhání na místní běžecké dráze. Mulder se ptá: „Oni jsou tady, že?“ „Deep Throat“ odpoví: „Oni tady jsou už strašně dlouho.“